# Плаволеђа мишјакиња
Плаволеђа мишјакиња (лат. Urocolius macrourus) врста је мишјакиње из рода Urocolius. То је једна од преосталих шест живих врста мишјакиња. Термин мишјакиња долази од њене способности да се по тлу креће на начин који подсећа на кретање ужурбаног миша. Настањује субсахарске пределе на северу до југозападне Танзаније на југу. Ендем је субсахарске Африке, али није угрожена врста. Има седам подврста. Постоји доста поштанских маркица са ликом ове птице.

## Опис
Перје јој је сивкасте боје, са светлоплавом пегом иза главе. Јако је друштвена. У јатима се налази и до 30 птица које се ноћу стишћу заједно. Могу да окрећу два спољашња прста по жељи: два напред а два назад, три напред а један назад или сва четири напред. Ноге могу јако да размакну, па се често виђају како стоје с једном ногом на једној, а другом на другој грани. Дуге су 32-39,8 центиметара, укључујући и реп. Тешке су 34-62 грама. Реп им је танак и дуг, а у мужјака је већи него у женки.

## Понашање и размножавање
Плаволеђа мишјакиња је врло друштвена птица која живи у скупинама од 20-30 јединки, које се заједно чисте, хране и размножавају. Углавном се храни зеленим листовима које полако вари, а осим тога узима и воћe, семење и инсекте.
Гнездо је неуредно, облика шалице. Направљено је од биљног материјала и испуњено лишћем. Јаја су беле боје, а имају црвенкастосмеђе тачкице. Обично лежу два до четири јајета, која инкубирају јединке оба пола 12-14 дана. Млади се брзо развијају, почињу да лете са 16-18 дана.